# Schardscha
Schardscha (arabisch الشارقة, DMG aš-Šāriqa, hocharabische Aussprache asch-Schāriqa, lokal asch-Schārdscha; alternative Schreibweise Shariqah, englisch Sharjah bzw. Al-Sharjah) ist die Hauptstadt des gleichnamigen Emirats Schardscha der Vereinigten Arabischen Emirate (VAE).
Schardscha, gelegen am Persischen Golf im größten Teilterritorium des Emirats Schardscha zwischen den Städten Dubai und Adschman in einer gemeinsamen Agglomeration, war gemäß Beschluss der Islamischen Organisation für Bildung, Wissenschaft und Kultur (ISESCO), einer Unterorganisation der Islamischen Weltliga, „Hauptstadt der islamischen Kultur 2014“.
Die Stadt wächst ständig, hier lebten Anfang 2009 mit rund 800.000 Menschen über 90 % der Emiratseinwohner. Im Juli 2015 lebten in der Stadt bereits 1.274.749 Menschen, auf einer Fläche von 235 km². Die Hauptstadt der Vereinigten Arabischen Emirate, Abu Dhabi, ist dadurch auf Platz 3 gerutscht, nach Dubai und Schardscha. Die Stadt steht damit vor gigantischen Herausforderungen die Infrastruktur betreffend, eine weitere Ausbreitung der Stadt in die südwestliche Richtung wird dadurch fast zwingend notwendig werden.
Sie beherbergt die wichtigsten Verwaltungs- und Handelszentren und hat darüber hinaus eine Reihe von Projekten zur Erhaltung der einheimischen Traditionen und Kultur einschließlich mehrerer Museen. Im Bereich der sogenannten Heritage Area sind noch relativ viele Bauten im traditionellen Stil erhalten. Bauliche Wahrzeichen sind die beiden überdachten Suqs in arabischem Stil. Die Stadt ist auch für ihre vielen Moscheen bekannt, eine der bekanntesten ist die neue an-Nur-Moschee im traditionellen osmanisch-türkischen Stil. Seit 2011 gibt es dort auch eine russisch-orthodoxe Kirche.

Blick in den Suq

Mit Einsetzen des vehementen Stadtwachstums um 1990, das auch eine Folge des ungemein starken Wachstums des 15 Kilometer entfernten Dubai ist, hat Schardscha eine einschneidende Umgestaltung der gesamten Stadtfläche vorgenommen. Auf den noch weitgehend unbesiedelten Flächen Richtung Südwesten wurden drei zusammenhängende künstliche Meeresbuchten geschaffen, auf deren Zwischenflächen und kleinen Inseln, vor allem aber an deren ca. 13 Kilometer langen neuen Ufern die Grundstücke erheblich aufgewertet wurden.
Es wird derzeit kräftig in moderne Hochbauten investiert. Im Randbereich des alten Stadtkerns und vor allem am Rande der künstlichen Meeresbuchten wachsen oder stehen bereits viele neue Hochhäuser, z. B. der Al Ayaan Sharjah Gate Tower (224 m) oder der Salam Tower (210 m).

## Stadtgliederung

Sharjah City im Nordwesten des Emirats

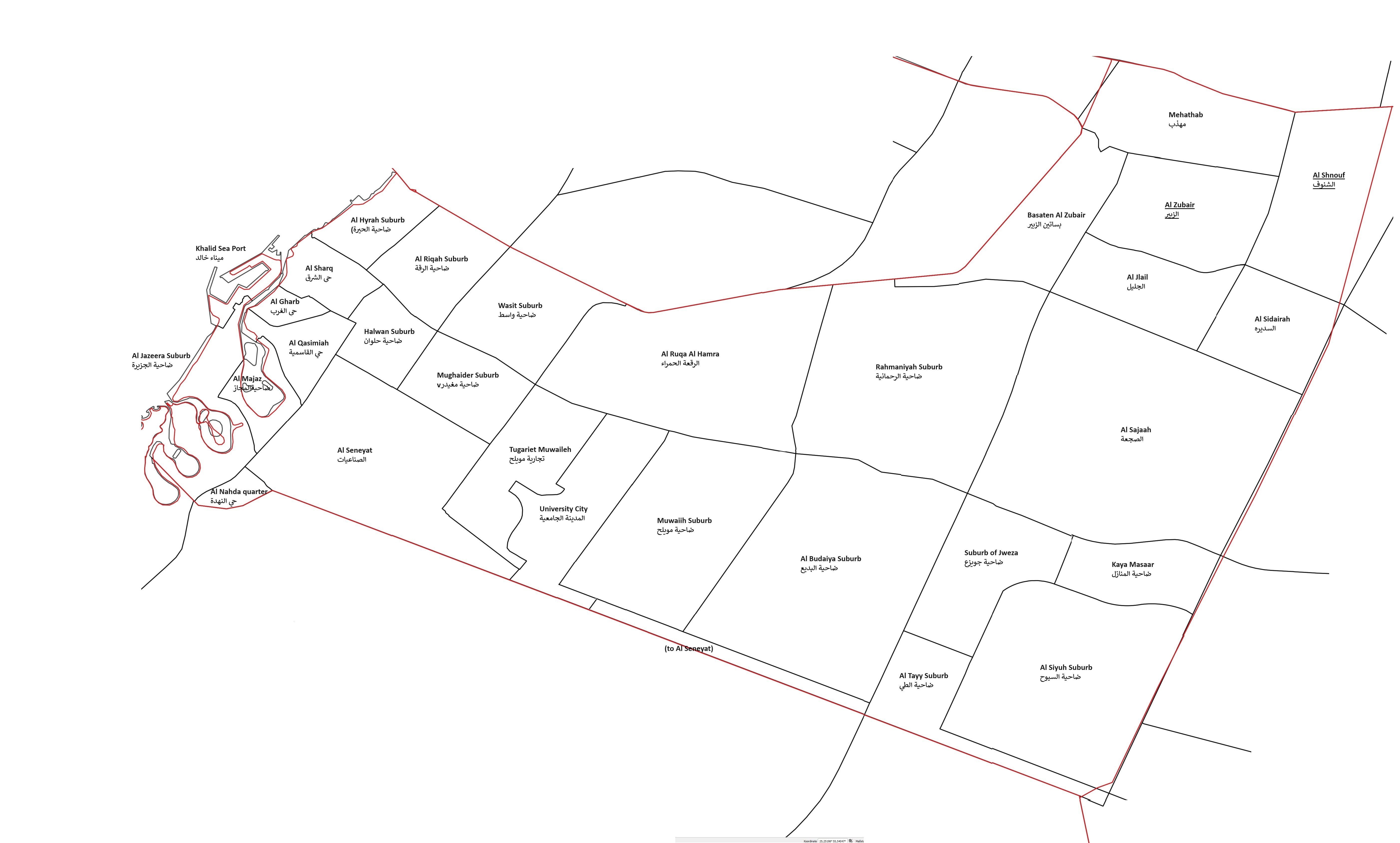
Die Stadt Schardscha ist statistisch in 32 Distrikte gegliedert. Das schließt die Insel Sir Abu Nu’ayr 131 km westlich des Stadtzentrums ein, und die von der Islamischen Republik Iran kontrollierte Insel Abu Musa 61 km nordwestlich im Persischen Golf. Die Karte zeigt nur die 30 festländischen Distrikte.

| Distrikt بلديات     | Bezeichnung DMG   | arabisch           | Fläche km² | Bevölkerung 2017 | Dichte | Koordinaten                  | Bemerkungen             |
| ------------------- | ----------------- | ------------------ | ---------- | ---------------- | ------ | ---------------------------- | ----------------------- |
| Al Nahda quarter    | ...               | حي النهدة          | 1,67       | 106103           | 63513  | 25° 17′ 51″ N, 55° 22′ 31″ O | kleinster, dichtester   |
| Al Majaz (Downtown) | ...               | ضاحية المجاز       | 3,34       | 116503           | 34837  | 25° 19′ 36″ N, 55° 23′ 7″ O  | histor. Stadtzentrum    |
| Al Gharb            | ...               | حي الغرب           | 1,81       | 61564            | 33974  | 25° 21′ 42″ N, 55° 23′ 33″ O | Verwaltungssitz         |
| Al Qasimiah         | ...               | حي القاسمية        | 4,88       | 159723           | 32721  | 25° 21′ 14″ N, 55° 23′ 41″ O |                         |
| Al Sharq            | ...               | حي الشرق           | 4,83       | 100548           | 20838  | 25° 21′ 40″ N, 55° 23′ 50″ O |                         |
| Al Seneyat          | ...               | الصناعيات          | 31,66      | 340376           | 10753  | 25° 17′ 33″ N, 55° 24′ 47″ O |                         |
| Al Jazeera suburb   | ...               | ضاحية الجزيرة      | 9,23       | 98698            | 10692  | 25° 19′ 59″ N, 55° 22′ 16″ O |                         |
| Tugariet Muwaileh   | ...               | تجارية مويلح       | 12,23      | 96926            | 7926   | 25° 18′ 47″ N, 55° 26′ 57″ O |                         |
| Al Riqah suburb     | ...               | ضاحية الرقة        | 9,09       | 39414            | 4337   | 25° 21′ 39″ N, 55° 25′ 24″ O |                         |
| Halwan suburb       | ...               | ضاحية حلوان        | 5,79       | 19389            | 3350   | 25° 20′ 26″ N, 55° 25′ 44″ O |                         |
| Al Hyrah Suburb     | ...               | ضاحية الحيرة       | 5,73       | 18713            | 3268   | 25° 23′ 24″ N, 55° 24′ 51″ O |                         |
| Mughaider suburb    | ...               | ضاحية مغيدر        | 8,35       | 23578            | 2826   | 25° 19′ 24″ N, 55° 26′ 23″ O |                         |
| Wasit suburb        | ...               | ضاحية واسط         | 12,07      | 20758            | 1720   | 25° 21′ 56″ N, 55° 26′ 53″ O |                         |
| Muwaiih suburb      | ...               | ضاحية مويلح        | 25,79      | 30074            | 1167   | 25° 16′ 38″ N, 55° 31′ 19″ O |                         |
| Al Sajaah           | ...               | الصجعة             | 55,16      | 53079            | 963    | 25° 17′ 12″ N, 55° 39′ 3″ O  |                         |
| Al Ruqa Al Hamra    | ...               | الرقعة الحمراء     | 32,88      | 19214            | 584    | 25° 19′ 7″ N, 55° 30′ 50″ O  |                         |
| University City     | ...               | المدينة الجامعية   | 13,39      | 4241             | 317    | 25° 17′ 24″ N, 55° 29′ 2″ O  |                         |
| Rahmaniyah suburb   | ...               | ضاحية الرحمانية    | 39,21      | 9052             | 231    | 25° 21′ 7″ N, 55° 33′ 5″ O   |                         |
| Basaten Al Zubair   | ...               | بساتين الزبير      | 12,64      | 769              | 61     | 25° 23′ 15″ N, 55° 36′ 37″ O |                         |
| Al Budaiya suburb   | ...               | ضاحية البديع       | 41,04      | 2427             | 59     | 25° 16′ 45″ N, 55° 31′ 24″ O |                         |
| Khalid Sea Port     | ...               | ميناء خالد         | 2,23       | 120              | 54     | 25° 21′ 50″ N, 55° 22′ 39″ O |                         |
| Al Siyuh suburb     | ...               | ضاحية السيوح       | 33,36      | 1793             | 54     | 25° 12′ 56″ N, 55° 37′ 33″ O |                         |
| Al Zubair           | ...               | الزبير             | 15,7       | 674              | 43     | 25° 23′ 39″ N, 55° 38′ 24″ O |                         |
| Kaya Masaar         | ...               | ضاحية المنازل      | 9,05       | 269              | 30     | 25° 16′ 3″ N, 55° 38′ 28″ O  |                         |
| Al Jlail            | ...               | الجليل             | 11,82      | 135              | 11     | 25° 21′ 19″ N, 55° 38′ 15″ O |                         |
| Al Shnouf           | ...               | الشنوف             | 24,21      | 151              | 6      | 25° 23′ 21″ N, 55° 43′ 35″ O |                         |
| Suburb of Jweza     | ...               | ضاحية جويزع        | 13,85      | 61               | 4      | 25° 16′ 22″ N, 55° 36′ 28″ O |                         |
| Mehathab            | ...               | مهذب               | 15,68      | 38               | 2      | 25° 24′ 17″ N, 55° 38′ 33″ O |                         |
| Al Tayy suburb      | ...               | ضاحية الطي         | 9,45       | 10               | 1      | 25° 12′ 50″ N, 55° 37′ 51″ O |                         |
| Al Sidairah         | ...               | السديره            | 11,07      | 0                | 0      | 25° 20′ 18″ N, 55° 40′ 47″ O |                         |
| Sir Abu Nuʿair      | Abū Ṣīr Nuʿair    | جزيرة صير أبو نعير | 13,23      | 30               | 2      | 25° 13′ 34″ N, 54° 14′ 17″ O | entlegene Insel         |
| Abu Musa            | ...               | جزيرة أبو موسى     | 12,88      | 43               | 3      | 25° 52′ 59″ N, 55° 1′ 5″ O   | von Iran besetzte Insel |
| Schardscha-Stadt    | Madīnat aš-Šāriqa | مدينة الشارقة      | 493,80     | 1324473          | 2684   |                              |                         |

## Verkehr
Das öffentliche Verkehrssystem hat sich lange auf private Busdienste ohne verlässliche Fahrpläne und vor allem Taxis gestützt. Um den steigenden Bedarf zu bewältigen, plant die Stadtverwaltung ein neues leistungsfähiges System von Buslinien mit engem Takt.
Der Flughafen Schardscha (SHJ), 13 km östlich des Zentrums, wird u. a. von lokalen Billiggesellschaften genutzt, sowie der Hafen Bur Khalid verbinden die Stadt mit den Nachbarländern und den anderen Emiraten. Der im Vergleich zum nahen Internationalen Flughafen Dubais ruhige Flughafen wird u. a. durch die Lufthansa Cargo als Drehscheibe für den vorderasiatischen Raum genutzt, Passagierflüge gehen nur sehr vereinzelt nach Westeuropa. Der Flughafen ist Hauptstandort der staatlichen Billigfluggesellschaft Air Arabia, die Ziele im gesamten Nahen Osten, Indien und Südosteuropa anfliegt.

## Bildungsstandort
Schardscha hat sich durch die Gründung zweier Universitäten zu einem bedeutenden Bildungsstandort in der Golfregion ausgebaut. Auf einem südöstlich des Zentrums gelegenen begrünten Kampus von ca. 6 km mal 1 km Fläche ist nördlich die American University Sharjah (AUS) untergebracht und südlich schließt sich die 1997 gegründete University of Sharjah (UOS) an. Beide Universitäten sind nach amerikanischem Vorbild aufgebaut: jeweils mehrere Colleges und Institute für Bachelor- und/oder Masterabschlüsse. Alle Gebäude und Einrichtungen sind in einem traditionell arabischen Stil gebaut und mit modernster Technik ausgestattet. Dem riesigen Bedarf an Akademikern in der Region entsprechend steht die Lehre zurzeit noch im Vordergrund. Langfristig wird auch der Ausbau der Forschung angestrebt, auf dem langgezogenen Gelände sind reichlich Flächenreserven vorhanden. In beiden Universitäten liegt der Frauenanteil der Studierenden bereits bei über 50 %.

## Wirtschaft, Tourismus
Die Bevölkerung Schardschas ist noch immer in einem hohen Maß auf die Arbeitsplätze in Dubai angewiesen. Man schätzt, dass etwa jedes zweite Einkommen der Einwohner im Nachbaremirat Dubai entsteht, während man wegen der günstigeren Mieten in Schardscha wohnt. Diese Tendenz dürfte ihren Höhepunkt erreicht haben, denn mit der abflachenden Sonderkonjunktur Dubais holt das ruhige, aber stetige Wachstum Schardschas auf. In den küstennahen neuen Stadtentwicklungsgebieten werden Hotels, Büro- und Gewerbebauten, Einkaufszentren und Wohnungen gebaut. Hier entstehen vor allem Arbeitsplätze im Dienstleistungssektor und Handel.
Südlich des Stadtzentrum liegt die Freihandelszone Sharjah Airport International Free Zone (SAIF-Zone). Schardscha-Stadt ist Sitz des Erdgasunternehmens Dana Gas PJSC.
Der Tourismus wächst relativ unspektakulär im Schatten Dubais, man unterbietet die Boomstadt oft preislich bei gleicher Hotelleistung. Das eigene Angebot an speziellen touristischen Zielen ist noch bescheiden, als erste Investition in den touristischen Ausbau hat im Herbst 2008 das "Sharjah Aquarium" auf der historischen Al Khan-Halbinsel eröffnet, das mit 250 Spezies einen vergleichsweise kleinen, aber pädagogisch aufbereiteten Überblick über die Meeresfauna bietet. Seit 1993 findet in Schardscha die Sharjah Biennale statt.
Im Gegensatz zu den anderen Emiraten der Föderation gilt in Schardscha ein komplettes Alkoholverbot.

## Söhne und Töchter der Stadt
- Sultan bin Mohamed al-Qasimi (* 1939), arabischer Politiker, Emir von Schardscha
- Ebtisam Abdulaziz (* 1975), Mathematikerin, Künstlerin und Schriftstellerin
- Yasmine Akram (* 1982), irische Schauspielerin, Theaterautorin und Komikerin
- Saleh Salem (* 1993), Schachspieler
- Ahmed Khalil (* 1991), Fußballspieler
- Fatima al-Hosani (* 1998), Leichtathletin
- Stefania Bojica (* 2005), rumänische Tennisspielerin

## Klimatabelle
|                       | Jan  | Feb  | Mär  | Apr  | Mai  | Jun  | Jul  | Aug  | Sep  | Okt  | Nov  | Dez  |   |      |
| Mittl. Tagesmax. (°C) | 24,2 | 25,2 | 28,8 | 34,0 | 38,5 | 40,8 | 42,2 | 41,7 | 39,8 | 36,0 | 30,9 | 26,2 | ⌀ | 34,1 |
| Mittl. Tagesmin. (°C) | 12,1 | 12,7 | 15,3 | 18,3 | 21,9 | 24,6 | 27,5 | 27,7 | 24,3 | 20,6 | 16,4 | 13,5 | ⌀ | 19,6 |
|                       |      |      |      |      |      |      |      |      |      |      |      |      |   |      |
| Niederschlag (mm)     | 10   | 35   | 33   | 8    | 1    | 0    | 0    | 0    | 0    | 0    | 5    | 16   | Σ | 108  |
|                       |      |      |      |      |      |      |      |      |      |      |      |      |   |      |
| Sonnenstunden (h/d)   | 7,9  | 8,1  | 8,3  | 9,8  | 11,3 | 11,6 | 10,7 | 10,5 | 10,2 | 9,7  | 9,2  | 7,9  | ⌀ | 9,6  |
|                       |      |      |      |      |      |      |      |      |      |      |      |      |   |      |
| Regentage (d)         | 3    | 1    | 1    | 1    | 0    | 0    | 0    | 0    | 0    | 0    | 1    | 2    | Σ | 9    |
|                       |      |      |      |      |      |      |      |      |      |      |      |      |   |      |
| Wassertemperatur (°C) | 22   | 21   | 23   | 25   | 27   | 30   | 31   | 32   | 32   | 30   | 27   | 25   | ⌀ | 27,1 |
|                       |      |      |      |      |      |      |      |      |      |      |      |      |   |      |
| Luftfeuchtigkeit (%)  | 69   | 68   | 64   | 56   | 51   | 56   | 54   | 57   | 62   | 64   | 64   | 69   | ⌀ | 61,1 |

| 12,1 |

| 12,7 |

| 15,3 |

| 18,3 |

| 21,9 |

| 24,6 |

| 27,5 |

| 27,7 |

| 24,3 |

| 20,6 |

| 16,4 |

| 13,5 |

| 12,1 |

| 12,7 |

| 15,3 |

| 18,3 |

| 21,9 |

| 24,6 |

| 27,5 |

| 27,7 |

| 24,3 |

| 20,6 |

| 16,4 |

| 13,5 |

## Sport
Das Sharjah Cricket Association Stadium war einer der Austragungsorte der internationalen Turniere Asia Cup 1984, Austral-Asia Cup 1990, Asia Cup 1995, Men’s T20 World Cup 2021, Asia Cup 2022 und Women’s T20 World Cup 2024.